# شبه جزيرة كيتساب

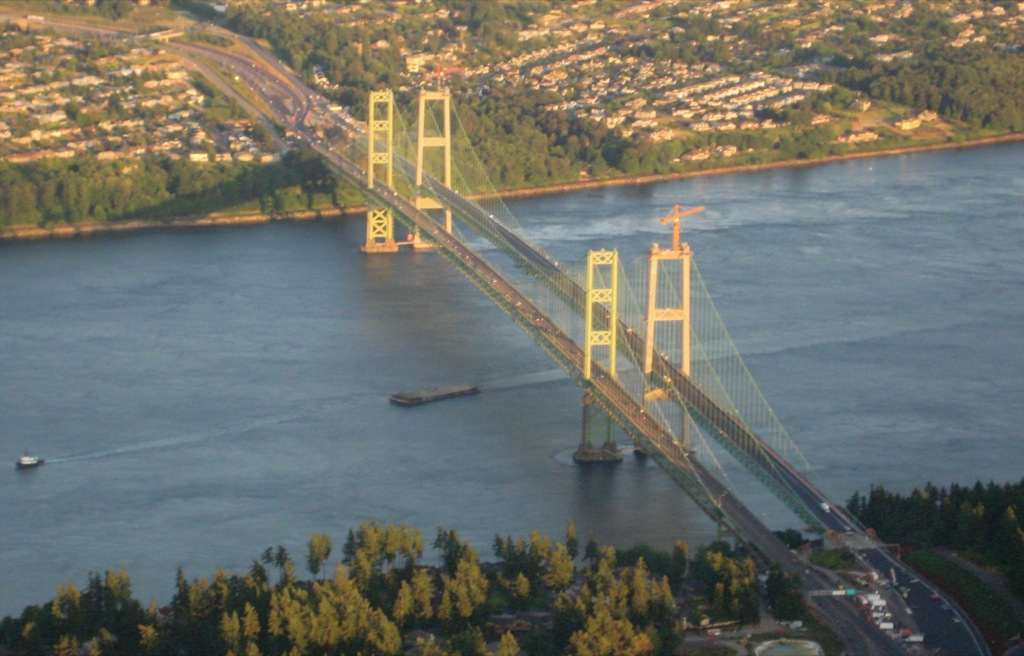

شبه جزيرة كيتساب تقع في ولاية واشنطن (الولايات المتحدة) التي تقع إلى الغرب من مدينة سياتل عبر بوجيه ساوند. هود كانال يفصل شبه جزيرة كيتساب عن بقية شبه الجزيرة الأولمبية. وهو يشمل كل ما عدا مقاطعة كيتساب بينبريدج وجزر بليك، وكذلك الجزء الشمالي الشرقي من مقاطعة ماسون، والجزء الشمالي الغربي من مقاطعة بيرس. وأعلى نقطة في شبه جزيرة كيتساب هي جولد ماونتين.